# Matilla de los Caños del Río
Matilla de los Caños del Río é um município da Espanha na província de Salamanca, comunidade autónoma de Castela e Leão, de área 69,29 km² com população de 668 habitantes (2007) e densidade populacional de 9,95 hab/km².

## Demografia
| Variação demográfica do município entre 1991 e 2004 | Variação demográfica do município entre 1991 e 2004 | Variação demográfica do município entre 1991 e 2004 | Variação demográfica do município entre 1991 e 2004 |
| --------------------------------------------------- | --------------------------------------------------- | --------------------------------------------------- | --------------------------------------------------- |
| 1991                                                | 1996                                                | 2001                                                | 2004                                                |
| 743                                                 | 702                                                 | 691                                                 | 691                                                 |